# Internazionali di Tennis Città di Trieste 2020
Gli Internazionali di Tennis Città di Trieste 2020 sono stati un torneo maschile di tennis giocato sulla terra rossa. È stata la 1ª edizione del torneo, facente parte della categoria Challenger 100 nell'ambito dell'ATP Challenger Tour 2020. Si sono giocati al Tennis Club Triestino di Padriciano, quartiere del comune di Trieste, in Italia, dal 24 al 30 agosto 2020.

## Partecipanti

### Teste di serie
| Nazionalità | Giocatore            | Ranking* | Testa di serie |
| ----------- | -------------------- | -------- | -------------- |
| Australia   | Alexei Popyrin       | 103      | 1              |
| Francia     | Antoine Hoang        | 136      | 2              |
| Germania    | Yannick Hanfmann     | 143      | 3              |
| Italia      | Lorenzo Giustino     | 153      | 4              |
| Italia      | Roberto Marcora      | 158      | 5              |
| Italia      | Alessandro Giannessi | 160      | 6              |
| Austria     | Jurij Rodionov       | 166      | 7              |
| Slovacchia  | Lukáš Lacko          | 172      | 8              |

* Ranking al 16 marzo 2020.

### Altri partecipanti
I seguenti giocatori hanno ricevuto una wild card per il tabellone principale:
- Matteo Gigante
- Lorenzo Musetti
- Giulio Zeppieri

Il seguente giocatore è entrato in tabellone col ranking protetto:
- Maximilian Marterer

I seguenti giocatori sono passati dalle qualificazioni:
- Carlos Alcaraz Garfia
- Geoffrey Blancaneaux
- Riccardo Bonadio
- Tomás Martín Etcheverry

I seguenti giocatori sono entrati in tabellone come lucky loser:
- Viktor Galović
- Tobias Kamke

## Punti e montepremi
| Torneo    | Torneo              | V      | F     | SF    | QF    | 2T    | 1T  | Q | Q2  | Q1  |
| Singolare | Punti               | 100    | 60    | 35    | 18    | 8     | 0   | 5 | 1   | 0   |
| Singolare | Premi in denaro (€) | 12 250 | 7 200 | 4 260 | 2 480 | 1 460 | 885 | – | 440 | 220 |
| Doppio    | Punti               | 100    | 60    | 35    | 18    | –     | 0   | – | –   | –   |
| Doppio    | Premi in denaro (€) | 5 250  | 3 100 | 1 840 | 1 090 | –     | 610 | – | –   | –   |

## Campioni

### Singolare
Carlos Alcaraz Garfia ha sconfitto in finale  Riccardo Bonadio con il punteggio di 6–4, 6–3.

### Doppio
Ariel Behar /  Andrej Golubev hanno sconfitto in finale  Hugo Gaston /  Tristan Lamasine con il punteggio di 6–4, 6–2.